# Sensor de nível
Um sensor de nível é um dispositivo utilizado para controlar líquidos ou sólidos granulados acondicionados em reservatórios, silos e tanques – abertos ou pressurizados. O sensor detecta o nível de líquidos em reservatórios, através do movimento dos flutuadores que geram um sinal magnéticos (o sinal é transmitido a um sensor magnético). Sua aplicação é voltada para o controle de fluxo e na medição contínua. Existem vários tipos de sensores de nível para medição de líquidos, grãos ou granulados, podendo ser encontrados em vários ramos industriais. O controle de nível de líquidos é importante nos processos industriais e até no dia a dia, uma vez que encontramos equipamentos que necessitam do controle de nível, como a caixa d'água da casa e o tanque de combustível dos automóveis. Para verificar, quantificar ou controlar volumes de líquidos em recipientes, os sensores de nível fazem que o volume permaneça em um intervalo tolerado ou notificam o operador a variação de nível. Assim, permitem que os processos operacionais se realizem de maneira confiável. Suas aplicações são diversas, como: chocadeira (monitoramento e água utilizada para umidade), lavadoras (detecção do nível de água), saneamento e tratamento de água, climatizadores, cisternas etc.

## Funcionamento geral
Os sensores detectam os níveis na altura em que forem instalados, com contato ON/OFF de saída ou a distância com o sensor ultrassom. Os sensores do tipo ON/OFF podem acionar relés(relé é uma chave eletromecânica capaz de permitir ou bloquear a passagem de corrente em um circuito), CLP e contatores para desligar/ligar bombas d'água. Estes sensores  trabalham em uma potência próxima de 20W, que é capaz de gerar uma corrente para a sinalização sonora ou visual.

## Exemplos de sensores de nível

### Medição de nível hidrostática
O que significa medição de nível hidrostática ou pressão hidrostática?
Sondas de nível ganham cada vez mais popularidade na medição contínua de nível devido sua fácil aplicação, instalação e comissionamento rápido. Porém, como funciona a medição de nível hidrostática, o que significa pressão hidrostática e como é possível uma medição confiável de nível utilizando este princípio de medição?
Sensores de nível baseados na medição de pressão hidrostática geralmente medem a altura de nível ou enchimento em um tanque conforme o seguinte princípio: um líquido gera, através de seu peso específico, uma pressão que aumenta proporcionalmente com a altura de coluna de água. Esta pressão geralmente é medida em M.C.A.(Metros de Coluna d'Água).
Assim, quando escolhemos uma sonda de nível, como por exemplo a sonda de nível modelo LH-20, mede-se a pressão na posição da sonda de nível e calcula-se a altura do nível da água. 
A medição de nível hidrostática já é utilizada há vários anos e possui grande popularidade, representando aproximadamente 40% de participação de mercado.

### Medição de nível capacitiva
Esse medidores de níveis podem ser do tipo “ON-OFF” ou lineares (proporcionais)
Seu principio usa a mudança da capacitância, que é causado pela variação do nível do material entre a sonda de medição e a parede do reservatório . Se mergulharmos num recipiente uma barra condutora isolada , forma-se a capacitância entre ela e o recipiente. Essa capacitância é uma função do nível da substância medida.
O uso da medição por capacitância torna todo vaso em um capacitor gigante. Como no caso dos capacitores, os parâmetros importantes são as áreas das placas condutores A e a distâncias entre elas d e a constante do material armazenado E. A capacitância de um capacitor com placas paralelas é portanto dada 
C= E.A/d
Nas aplicações industriais, toda a parede do tanque torna-se a placa negativa ou o terra so capacitor, o sensor ou sonda serve como placa positiva. O material entre a parede do tanque e o sensor, isto é, armazenado no tanque, torna-se o material dielétrico. Quando o tanque está vazio o material dielétrico é o ar, com constante dielétrica se torna igual a 1, devido aos outros material que possui dielétrica maiores que 1, a capacitância aumenta à medida em que o tanque é cheio.
Essa mudança de capacitância corresponde a subida ou descida do produto armazenado, podendo ser medida por um sensor intrusivo conectado a um circuito eletrônico de medição de capacitância. As alterações no nível podem ser indicadas por uma chave de controle digital liga/desliga (on/off) ou transmitida por um sinal de saída continuo  4-20 mA.
O método capacitivo de detecção de nível requer um enfoque quando o produto armazenado é condutivo  e o outro não é . No caso do não-condutivo ou isolante , uma haste de metal pode ser usada como placa positiva . Como informado anteriormente , o material entre a haste e parede do tanque é dielétrico. No caso de produto condutivo, o efeito gerado será igual a conectado na parede do tanque com a haste sensora , portanto é requerido o uso de uma haste isolada. A isolação se torna um material dielétrico .
- Vantagens :

- Virtualmente imune a temperatura, vácuo e pressão;
- Fácil instalação;
- Construção robusta ou livre de manutenção;
- Baixo custo;
- Medição em baixo níveis de energia .

- Onde pode se aplicar um sensor de nível capacitivo?

A indicação de aplicação de um sensor de nível capacitivo é na realização da medição de materiais que apresentem, no mínimo, 1,2 de constante dielétrica. Isso faz desse sensor um equipamento fácil de ser aplicado durante o controle de materiais sólidos a granel, líquido com grande densidade e massas. O sensor de nível capacitivo deve trabalhar a uma temperatura que não supere 537ºC, a fim de evitar problemas em seu mecanismo.

### Sensor de nível de mercúrio
Quando o nível do liquido sobe e toca na parte inferior da boia ele inclina e nesse momento o interruptor de mercúrio abre o contato ou fecha x dependendo do modelo, permitindo ou impedindo a passagem elétrica desligando ou ligando bombas ou alarmes sonoros ou visuais
No caso da haste metálica compõem-se de uma haste rígida com uma boia na extremidade inferior e um núcleo de acionamento na parte superior. Quando o nível do tanque sobe a boia se desloca acompanhando o nível, empurrando a haste com o núcleo, o qual aciona uma ampola de mercúrio uma micro chave

### Sensor a potenciômetro
Um potenciômetro é ligado na extremidade do flutuador do qual a tensão de saída varia proporcionalmente ao nível do liquido 

### Chave tipo pá rotativa
A chave tipo pá rotativa é um produto que possui um motor que gira a pá mecânica quando o material a granel não está presente. Quando material entra em contato com a pá, a resistência ao movimento é detectada fazendo com que o alarme seja acionado imediatamente. 
A chave tipo pá rotativa tem autodiagnóstico, podendo ser utilizada como dispositivo de segurança, pois quando ela está dentro ou fora do material consegue verificar a ocorrência de falhas.
Ainda, esse tipo de chave realiza medição de nível mínimo, máximo ou intermediário de materiais sólidos a granel secos e polpas, com ágil identificação de falhas, prevenindo transbordamento, desperdício ou falta de material no recipiente. 
- Especificações da chave tipo pá rotativa

O comprimento máximo da chave tipo pá rotativa é de 4,6, com temperatura máxima de trabalho de até 260ºC, utilizando o LAG (distanciamento da eletrônica) e a montagem pode ser no topo ou na lateral do recipiente.  
A chave apresenta indicação do nível e das falhas por meio de LED e configuração de sensibilidade, permitindo ajuste do motor de aproximadamente 30%, para combinação de materiais em diversas densidades de material. 
- Vantagens das funções da chave tipo pá rotativa

A chave tipo pá rotativa possui duas saídas à relé - para saída do nível e para o sinal do diagnóstico - além das principais especificações é conveniente considerar que cada tipo de pá é específico para determinados materiais e aplicações.
Devido à variedade de pás, a chave tipo pá rotativa é um produto de fácil instalação, que não exige qualquer chaveamento ou configuração. 
A chave tipo pá rotativa tem vários tamanhos disponíveis, em material inox e em alumínio fundido, roscas NPT, BSP ou sanitária, com programação de delay de até 25s, alimentação elétrica Universal e aprovações UL, ATEX e IECEx.

### Boia ou flutuador
Consiste numa boia presa a um cabo que tem sua extremidade ligada a um contrapeso. No contra peso esta fixada um ponteiro que indicará diretamente o nível de uma escala graduada. É geralmente encontrada em tanques abertos, fechados não pressurizados. O movimento da boia independe da densidade do líquido. Entretanto turbulência ou existência de espuma na superfície do líquido pode causar erro de medição. O sistema baseia-se na mudança da altura de um flutuador colocada na superfície do líquido, essa mudança de altura transmite a variação pelo sistema de roldanas ao contrapeso que indicará este valor na escala.
A escala geralmente é “invertida”, pois o nível vazio fica no topo da escala e o cheio em sua base.
Vantagens:
- Fácil instalação;
- Algumas boias permitem o ajuste e calibração;
- Confiabilidade alta.

Desvantagens:
- Podem ocorrer erros de medição quando o fluido estiver em condições turbulentas.

### Medição de nível através da chave de nível

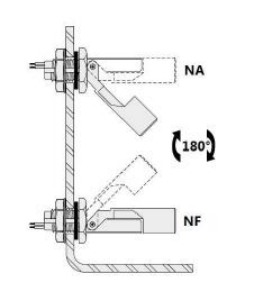
Chave de nível, com normal aberto no nível superior e normal fechado no nível inferior

Chaves de Nível, são utilizadas para controle de níveis de diversos líquidos, água, óleo etc.São instalados dois sensores, um no nível mais baixo e outro no nível mais alto, para permitir que o líquido fique dentro desta faixa, ou seja, não transborde e não esvazie. Os dois sensores são magnéticos, o flutuador carrega um imã que abre ou fecha o contato elétrico por meio da atração magnética,  de acordo com sua posição.
Estes sensores também foram feitos para trabalhar como normal-aberto ou normal-fechado.
- Normal fechado: desliga a carga quando o relé é excitado.[5]
- Normal aberto: liga a carga quando o relé é excitado
- Aplicações: este tipo de sensor é mais encontrado em controle de nível de água em reservatórios, como nas caixas d'água das residências. Também é encontrado em climatizadores, saunas e aquecedores, neste caso ele tem o papel de avisar o momento de repor a água.

### Medição de nível através do Sensor Ultrassônico

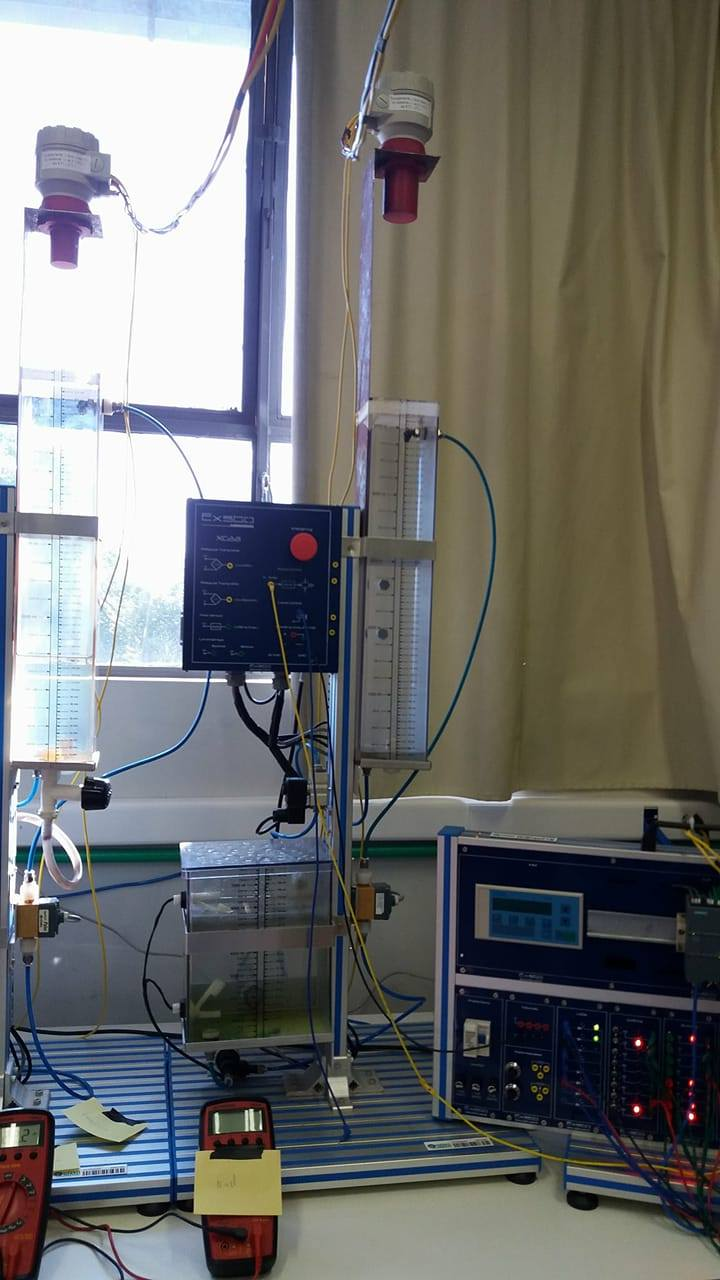
Sensor de Nível Ultrassônico(Parte superior), Chave de Nível (Parte inferior no reservatório quadrado)- Sensor da Universidade de Lavras

O sensor ultrassônico além de ser usado para detectar a passagem de objetos em uma  linha de montagem ou detectar presença de pessoas, também pode ser usado para controle de nível de líquidos. Este sensor envia um pulso ultrassônico até o objeto desejado e este pulso é refletido para o mesmo. Como as ondas, o ultrassom sofre os fenômenos de reflexão, refração, difração e interferência e por isso é possível controlar o nível, uma vez que pelo processo de reflexão é possível identificar a distância que o líquido esta. 
- Processo de reflexão de uma onda sonora :
- Velocidade= distancia/tempo
- V=2*d/t
- d=170*t  (d= ditancia, t= tempo)

A imagem ao lado mostra um sensor de nível do tipo ultrasônico. Este sensor é da Universidade de Lavras -MG e é utilizado nas aulas de instrumentação do curso de Engenharia Mecânica. O sensor está localizado na parte superior, na cor vermelha. Ele evita que o líquido ultrapasse o limite estabelecido, assim o líquido não transborda.
- Cuidados:

O posicionamento correto e observações de possíveis interferências são fundamentais para o bom funcionamento do sensor. Já que consiste em um sensor que utiliza ondas.

## Aplicação dos sensores de nível
- Indústria alimentícia - os sensores nesse segmento industrial podem estar instalados em ambientes muito agressivos, por isso as características dos sensores para essa área devem ser muito[necessário esclarecer]
- Indústria automobilística - os sensores nesse segmento industrial podem estar instalados em ambientes muito agressivos, por isso as características dos sensores para essa área devem ser muito resistentes.
- Esteiras - esteiras existem em quase todas as áreas industriais. Não importa se sua área trabalha com pallets, caixas, peças, granulados, pedras ou tubulações para cada área o sensor mais adequado.[necessário esclarecer]